# مخالف (فیلم)
مخالف (به بنگالی: Pratidwandi) فیلمی محصول سال ۱۹۷۰ و به کارگردانی ساتیاجیت رای است. در این فیلم بازیگرانی همچون دریتیمان چاترجی، دبراج روی ایفای نقش کرده‌اند.